# Beauchêne (Orne)
Beauchêne és un municipi delegat francès, situat al departament de l'Orne i a la regió de Normandia. L'any 2007 tenia 235 habitants.
L'1 de gener de 2015, Beauchêne es va fusionar amb sis municipis que conformen el municipi nou de Tinchebray-Bocage.

## Demografia

### Població
El 2007 la població de fet de Beauchêne era de 235 persones. Hi havia 100 famílies de les quals 28 eren unipersonals (8 homes vivint sols i 20 dones vivint soles), 48 parelles sense fills i 24 parelles amb fills.
La població ha evolucionat segons el següent gràfic:
Habitants censats

### Habitatges
El 2007 hi havia 144 habitatges, 102 eren l'habitatge principal de la família, 32 eren segones residències i 10 estaven desocupats. Tots els 144 habitatges eren cases. Dels 102 habitatges principals, 77 estaven ocupats pels seus propietaris, 22 estaven llogats i ocupats pels llogaters i 3 estaven cedits a títol gratuït; 1 tenia una cambra, 9 en tenien dues, 25 en tenien tres, 32 en tenien quatre i 35 en tenien cinc o més. 71 habitatges disposaven pel capbaix d'una plaça de pàrquing. A 49 habitatges hi havia un automòbil i a 42 n'hi havia dos o més.

### Piràmide de població
La piràmide de població per edats i sexe el 2009 era:
| Homes | Edats   | Dones |
| ----- | ------- | ----- |
| 0     | 95 o +  | 0     |
| 0     | 90 a 94 | 0     |
| 4     | 85 a 89 | 4     |
| 4     | 80 a 84 | 0     |
| 4     | 75 a 79 | 16    |
| 8     | 70 a 74 | 4     |
| 4     | 65 a 69 | 16    |
| 12    | 60 a 64 | 12    |
| 4     | 55 a 59 | 0     |
| 24    | 50 a 54 | 8     |
| 0     | 45 a 49 | 8     |
| 4     | 40 a 44 | 8     |
| 0     | 35 a 39 | 4     |
| 4     | 30 a 34 | 4     |
| 4     | 25 a 29 | 8     |
| 4     | 20 a 24 | 0     |
| 4     | 15 a 19 | 16    |
| 0     | 10 a 14 | 8     |
| 4     | 5 a 9   | 0     |
| 0     | 0 a 4   | 4     |

## Economia
El 2007 la població en edat de treballar era de 130 persones, 91 eren actives i 39 eren inactives. De les 91 persones actives 87 estaven ocupades (48 homes i 39 dones) i 4 estaven aturades (2 homes i 2 dones). De les 39 persones inactives 15 estaven jubilades, 8 estaven estudiant i 16 estaven classificades com a «altres inactius».

### Ingressos
El 2009 a Beauchêne hi havia 98 unitats fiscals que integraven 230 persones, la mediana anual d'ingressos fiscals per persona era de 12.416 €.

### Activitats econòmiques
Dels 10 establiments que hi havia el 2007, 1 era d'una empresa extractiva, 2 d'empreses de construcció, 3 d'empreses de comerç i reparació d'automòbils, 2 d'empreses d'hostatgeria i restauració, 1 d'una empresa de serveis i 1 d'una empresa classificada com a «altres activitats de serveis».
Dels 5 establiments de servei als particulars que hi havia el 2009, 1 era un taller de reparació d'automòbils i de material agrícola, 1 guixaire pintor, 1 fusteria i 2 restaurants.
L'any 2000 a Beauchêne hi havia 27 explotacions agrícoles que ocupaven un total de 520 hectàrees.

## Poblacions més properes
El següent diagrama mostra les poblacions més properes.